# スタンリー・ン・イエンハオ
スタンリー・ン・イエンハオ（Stanley Ng YenHao、1984年9月25日 - ）は、日本を活動拠点としている、マレーシア国籍のスマートフォンアプリケーション開発者、ASOのプロフェッショナル。
東京農業大学卒業。 東南アジアを中心に日本の文化を広めている。代表作にGirlsCamera,SugarDraw,DIY IconStyle,東京放射線等がある。その後KidsDiary株式会社を設立し、デロイト トーマツのモーニングピッチでKDDI Open Innovation Fund３号出資決定。ICTサービス、DXのスペシャリスト。

## 人物
- 5カ国語を話す事が出来る（中国語、広東語、マレー語、英語、日本語）
- 経産省主幹保育現場のＩＣＴ化・自治体手続等標準化実証事業参加
- 経産省IT認定
- 日本総研紹介
- 日経産業新聞紹介

## 経歴
- 18歳のとき日本語が全く話せない状態で来日
- 23歳BeaconITでドイツ会社SAP BusinessObjects国際サポート担当
- 25歳の時にITノウハウゼロでGMO Media入社。1年半後、担当しているサービス『GirlsCamera』アプリは世界iTunes Storeで8ヶ国で1位とった実績。
- 30歳の時にKidsDiary株式会社立ち上げ、経産省業務委託実績
- 31歳GoodDesign・キッズデザイン受賞
- 32歳KDDI Open Innovation Fund 3号出資を受け
- 33歳大分県保育働き改革事業取り組み参加

## 作品実績
- 2011年5月 ： 「写真部」アプリ For iPhone
- 2011年7月 ： 「壁紙」アプリ For Android
- 2011年12月 ： 「束縛アプリ」アプリ For iPhone
- 2012年2月 ： 「ClickRecord」アプリ For iPhone （ギネス世界記録挑戦アプリ）
- 2012年3月 ： 「東京放射線」アプリ For iPhone・Android 東日本大震災ボランティアアプリ（日本で1位の実績とった事があり、複数メディアに取り上げられた）
- 2012年5月 ： 「GirlsCamera」アプリ For iPhone・Android （世界7ヶ国で1位実績とった事があり、海外メディアにも取り上げられた）
- 2013年4月 ： 「GirlsCamera」日本iTunesマーケットピックアップ
- 2013年5月 ： 「GirlsCamera」日本Amazonマーケットピックアップ
- 2013年6月 ： 「GirlsCamera」中国360マーケットピックアップ
- 2013年9月 ： 「GirlsCamera」中国1Mobileマーケットピックアップ
- 2013年9月 ： 「GirlsCamera」日本Panasonicマーケットピックアップ
- 2013年10月 ： 「GirlsCamera」韓国Samsungマーケットピックアップ
- 2013年10月 ： 「GirlsCamera」アプリ 1000万ダウンロードプレスリリース
- 2013年10月 ： 「GirlsCamera」日本GooglePlayマーケットハロウィンピックアップ
- 2014年12月 ： 「GirlsCamera」&「DIY IconStyle」香港Samsung Galaxy Appマーケットピックアップ
- 2015年10月 ： 「GirlsCamera」x「百度」初コラボ
- 2017年11月 ： 「KidsDiary」経産省主幹保育現場のＩＣＴ化・自治体手続等標準化実証事業参加
- 2017年12月 ：「KidsDiary」浦添市、豊見城市、墨田区、江東区ICT化実証取り組み開始
- 2017年12月 ：「KidsDiary」経産省認定IT導入支援事業者
- 2018年6月 ：「KidsDiary」自治体向け突合ツールを無償提供開始
- 2018年8月 ：「KidsDiary」松戸市保育ICT取り組み開始
- 2018年10月 ：「KidsDiary」郡山市保育ICT取り組み開始
- 2019年3月：「KidsDiary」KDDIとの事業提携開始
- 2019年9月 ：「KidsDiary」大分県保育ICT取り組み開始

## テレビ
- 2009年10月 - TOKYO MX「ザ・ゴールデンアワー」
- 2014年10月 - 台湾三立「三立財經台」

### ニュース
- 福島メルトダウンで注目 放射能関連Androidアプリ EXドロイド
- 光明网 (中国):
- 新浪网 (中国):
- 网易 (中国):
- 比特网(中国):
- 飞象网 (中国):
- 今日头条 (中国):
- 沖縄タイムス
- パステルIT新聞
- パステルIT新聞

### プレスリリース
- 『プリクラ機のような楽しさをいつでもどこでも体験できる！世界中の女の子のための無料カメラアプリ「Girls Camera」が世界で累計1,000万ダウンロードを突破！』（プレスリリース）GMOメディア株式会社、2013年10月3日。2016年2月16日閲覧。
- 『カメレオ×「GirlsCamera」コラボレーション企画開始！ 〜オリジナルコラボスタンプとフレームの配信やキャンペーンを実施〜』（プレスリリース）GMOメディア株式会社、2014年7月23日。2016年2月16日閲覧。
- 『日中アプリコラボが実現！ 「百度地図」×「GirlsCamera」共同キャンペーン開催 〜あなたの声が「百度地図」カーナビ機能の音声に！〜』（プレスリリース）GMOメディア株式会社、百度公司、2015年10月16日。2016年2月16日閲覧。
- KidsDiary関連